# Steven Jackson
Steven Rashad Jackson (* 22. Juli 1983 in Las Vegas, Nevada) ist ein ehemaliger US-amerikanischer American-Football-Spieler auf der Position des Runningbacks in der National Football League (NFL). Er spielte die längste Zeit seiner aktiven NFL-Spielerkarriere bei den St. Louis Rams, von denen er im NFL Draft 2004 in der 1. Runde ausgewählt wurde. Außerdem spielte er für die Atlanta Falcons und die New England Patriots.

## Frühe Jahre
Steven Jackson ging in seiner Geburtsstadt Las Vegas, Nevada auf die High School. Hier spielte er bereits American Football auf der Position des Runningbacks. Später ging er auf die Oregon State University, wo er für die College Footballmannschaft in drei Saisons 3625 Yards in 743 Versuchen erlief (durchschnittlich 4,9 Yard pro Versuch). Er erzielte 39 erlaufene Touchdowns und sechs Touchdowns nach Pässen, sowie einen Touchdown durch einen Kickoff Return. Alleine in seinem dritten Jahr auf dem College fing er Pässe, beziehungsweise erlief er zusammengefasst 2.015 Yards, was einen Rekord für dieses College darstellte, welcher bis heute gilt. In seinem letzten Collegejahr erlitt er eine Knieverletzung.

## NFL

### St. Louis Rams
Jackson wurde im NFL-Draft in der ersten Runde als 24. Spieler von den St. Louis Rams ausgewählt. Er unterschrieb bei den Rams einen Fünfjahresvertrag. In seiner ersten Saison war er noch als Backup-Runningback hinter Marshall Faulk gedacht, weswegen er auf „nur“ 673 erlaufene Yards bei 134 Versuchen und vier Touchdowns kam. Außerdem empfing er 19 Pässe für 189 Yards. In der Saison 2005 wurde er zum ersten Runningback vor Marshall Faulk ernannt. Jackson erlief 1.046 Yards bei 254 Versuchen und erzielte damit 8 Touchdowns. Des Weiteren fing er 43 Pässe für 32 Yards und zwei Touchdowns. 2006 hatte Jackson dann seine Breakout-Saison. Er lief bei 346 Versuchen 1.528 Yards mit dem Ball und erzielte dabei 13 Touchdowns. Er empfing 90 Pässe für 806 Yards und drei Touchdowns. In dieser Saison wurde er das erste Mal für den Pro Bowl nominiert. 2008 unterschrieb er bei den Rams einen besser dotierten Sechsjahresvertrag, womit er zu dem Zeitpunkt der bestbezahlte Runningback in der NFL war. 2009 und 2010 nahm er zwei weitere Male beim Pro Bowl teil. Von 2005 bis 2011 erreichte er acht Saisons hintereinander mehr als 1.000 Yards pro Spielzeit für die Rams. In der Saison 2012 wurde er der 27. Runningback der NFL-Geschichte, der mehr als 10.000 Yards erlief.

### Atlanta Falcons
Am 14. März 2013 unterschrieb Jackson einen Dreijahresvertrag bei den Atlanta Falcons. In seiner ersten Spielzeit verpasste er mit 543 Yards das erste Mal seit seiner ersten Saison die 1.000-Yard-Marke. Auch in seiner zweiten Saison bei den Falcons brachte er es nur auf 707 erlaufene Yards. Aus Konsequenz hieraus, entließen die Falcons ihn am 26. Februar 2015.

### New England Patriots
Am 21. Dezember 2015 unterschrieb Steven Jackson bei den New England Patriots. Am 3. Januar 2016 erzielte er seinen ersten Touchdown für die Patriots bei der 20:10-Niederlage gegen die Miami Dolphins. Er erreichte mit den Patriots das AFC-Finale, welches aber gegen den späteren Super Bowl 50-Gewinner Denver Broncos mit 20:18 verloren ging. Auch in dem Spiel gelang Jackson ein Touchdown.

## Trivia
- Jackson trug immer die 39 als Rückennummer, die Anzahl der Bücher im Alten Testament[4]